# Unidade de tratamento de ar

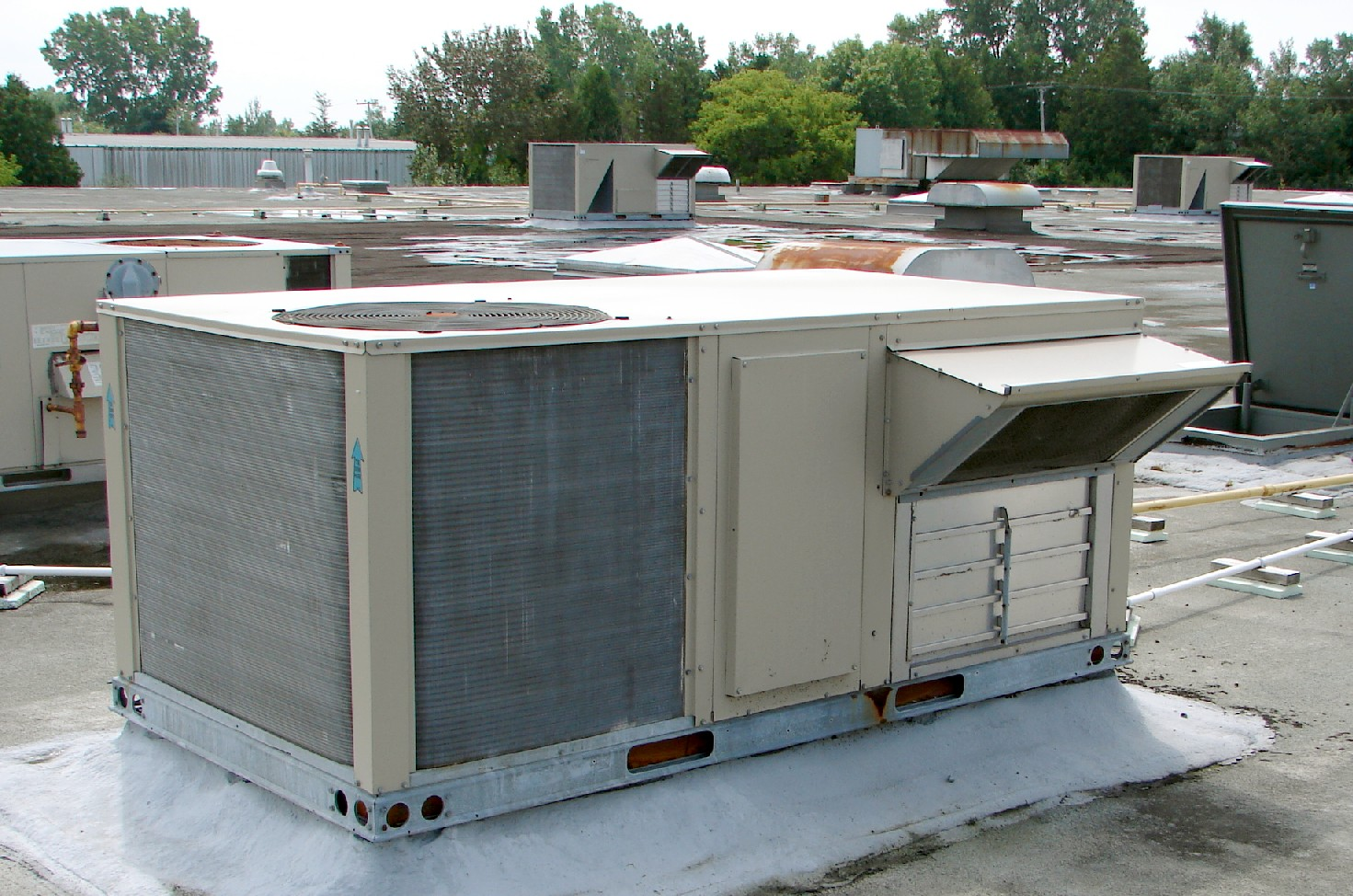
Unidade de tratamento de ar do tipo RTU, instalada na cobertura de um edifício.

Uma unidade de tratamento de ar (UTA) é um dispositivo usado para condicionamento e circulação de ar, como parte de um sistema de aquecimento, ventilação e ar condicionado utilizada por técnicos de AVAC (Aquecimento, Ventilação e Ar Condicionado). Normalmente, uma UTA consiste numa grande caixa metálica que contém um ventilador mecânico, elementos de aquecimento e arrefecimento, elementos de filtragem, atenuadores de ruído e grelhas de admissão e saída. 
Geralmente, as unidades de tratamento de ar estão ligadas às condutas de AVAC, que tanto distribuem o ar condicionado pelo edifício como retornam o ar de extração às unidades de tratamento de ar. No entanto, ocasionalmente, uma UTA poderá insuflar e extrair o ar para o espaço a ventilar, diretamente sem passar por condutas.
Ocasionalmente, as unidades de tratamento de ar também são referidas pela sigla em inglês "AHU (air handling units)". As pequenas unidades terminais de tratamento de ar destinadas a uso local são designadas "ventiloconvectores" ou "fan coils" e podem apenas incluir um filtro de ar, uma serpentina e um ventilador. As grandes unidades de tratamento de ar que condicionam 100 % de ar novo exterior - não aproveitando qualquer ar recirculado - são conhecidas como "unidades de tratamento de ar novo (UTAN)". As unidades de tratamento de ar que incluem o seu próprio dispositivo autónomo de aquecimento ou arrefecimento do ar e concebidas para serem colocadas na cobertura de um edifício são conhecidas como "roof top units (RTU)".

## Componentes de uma unidade de tratamento de ar

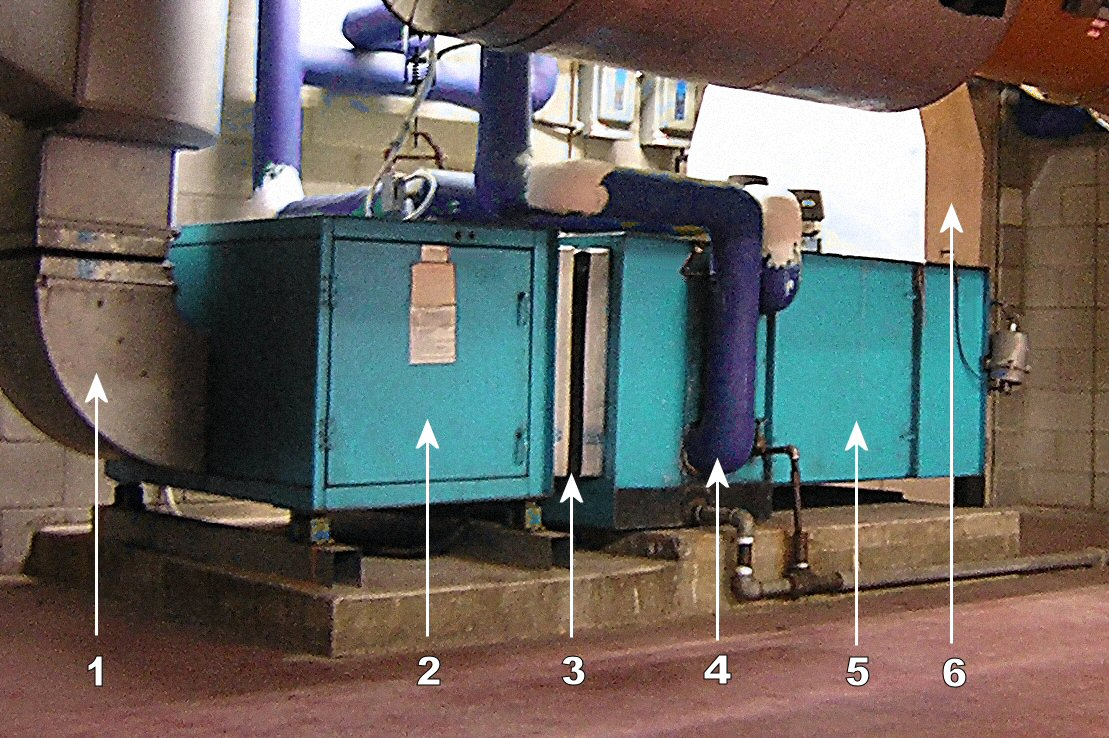
Alguns componentes de uma UTA (o fluxo de ar ocorre da direita para a esquerda da imagem):
(1) Conduta de insuflação;
(2) Compartimento do ventilador;
(3) Isolador de vibrações (junta flexível);
(4) Serpentinas de aquecimento/arrefecimento;
(5) Compartimento dos filtros;
(6) Conduta de admissão de ar novo e de ar recirculado.

### Ventilador
Tipicamente, as unidades de tratamento de ar empregam um grande ventilador centrífugo - acionado por um motor elétrico de corrente alterna - para movimentar o ar. O ventilador pode operar a uma única velocidade, a várias velocidades pré-estabelecidas ou ser de velocidade variável permitindo uma ampla gama de caudais de ar. O caudal de ar também pode ser controlado através do uso de grelhas reguláveis de admissão e saída. Algumas unidades de tratamento de ar residenciais - inseridas em sistemas de aquecimento ou ar condicionado centrais - são acionadas por um motor de corrente contínua sem escovas que permitem velocidades variáveis.
As grandes unidades de tratamento de ar podem empregar ventiladores múltiplos, tipicamente colocados no final de cada UTA e no início da conduta de insuflação - sendo por isso conhecidos como "ventiladores de insuflação". Estes são frequentemente reforçados por ventiladores colocados nas condutas de extração de ar - sendo por isso conhecidos como "ventiladores de extracção" - empurrando o ar para a UTA.

### Elementos de aquecimento e de arrefecimento
De acordo com o projeto do sistema de AVAC onde está inserida, uma UTA pode necessitar de fornecer aquecimento, arrefecimento ou ambos para alterar a temperatura do ar por ela tratado.
As unidades de tratamento de ar mais pequenas podem incluir um aquecedor a combustível ou um evaporador de refrigeração colocado diretamente no fluxo de ar. Também podem ser usadas resistências elétricas e bombas de calor. O arrefecimento por evaporação também é possível em climas secos.
As grandes unidades de tratamento de ar contêm serpentinas intercambiadoras de calor que fazem circular água, vapor ou ar quente para aquecimento e água fria para arrefecimento. As serpentinas são normalmente compostas por tubos de cobre e por palhetas de cobre ou alumínio para ajuda à permuta de calor. As serpentinas de arrefecimento empregam tabuleiros para recolha e drenagem dos condensados. A água ou vapor quente é fornecida por caldeiras e a água fria é fornecida por unidades de produção de água refrigerada (chillers). 
Normalmente, são usados sensores de temperatura, instalados junto ao fluxo de saída, para monitorizarem e controlarem a temperatura do ar em conjunto com válvulas motorizadas localizadas antes da serpentina.

### Filtros
A filtragem do ar está quase sempre presente, no sentido de ser fornecido ar limpo, sem partículas, ao interior de um edifício. A filtragem é realizada através de filtros eletrostáticos, de filtros HEPA (absorção de partículas de alta eficiência), de filtros MERV (valor de reporte de eficiência mínima) ou de filtros que conjugam várias técnicas. Também podem ser empregues tratamentos do ar por ionização ou por ultravioletas.
O módulo dos filtros é normalmente colocado junto à entrada de ar na UTA para se manter todos os seus componentes limpos. Geralmente os filtros serão colocados aos pares, com um pré-filtro de saco inicial a filtrar partículas grossas e com um filtro rígido a filtrar partículas finas. Os filtros de partículas grossas são de substituição mais económica e destinam-se a proteger os filtros de partículas finas, mais sensíveis e dispendiosos.
A vida de um filtro pode ser avaliada através da monitorização das quedas de pressão que ocorrem, durante o atravessamento daquele, em relação ao caudal de ar de projeto. Isto pode ser realizado através de simples inspeções visuais, do uso de manómetros ou de um pressostato que envia um alarme para o sistema de gestão técnica centralizada do edifício. A não substituição de um filtro na devida altura poderá levar eventualmente ao seu colapso, a partir do momento em que as forças exercidas pelo ventilador superam a sua resistência. O colapso de um filtro levará à contaminação da UTA e do ar introduzido nas condutas e no interior do edifício.

### Humidificador
A humidificação é frequentemente necessária em climas mais frios onde o aquecimento contínuo irá tornar o ar mais seco, resultando numa qualidade do ar interior desconfortável e no aumento da eletricidade estática. Numa UTA, podem ser usados vários tipos de humidificadores como: 
- Evaporativos: um sopro de ar seco sobre um reservatório de água irá evaporar parte dela. A taxa de evaporação pode ser aumentada através da pulverização de água para defletores no fluxo de ar;
- Vaporizadores: vapor de uma caldeira é soprado diretamente no fluxo de ar;
- Pulverizadores: é pulverizada água através de um bico ou outro meio mecânico, em gotículas que são transportadas pelo ar;
- Ultrassónicos: um tabuleiro de água fria, num fluxo de ar, é excitado através de um dispositivo de ultrassons, formando uma névoa;
- De meio molhado: um meio de fibras finas, num fluxo de ar, é mantido húmido com água fria fornecida por um tubo com pequenos furos. À medida que o ar atravessa o meio molhado, arrasta a água sob a forma de gotículas. Este tipo de humidificador pode entupir-se rapidamente se o ar não for devidamente filtrado.

### Módulo de mistura
Além da introdução de ar novo e extração do ar interior de um edifício, a maioria das unidades de tratamento de ar podem reaproveitar parte do ar retirado do interior do edifício, fazendo-o recircular. Em climas temperados, pode ser realizada uma mistura adequada de ar fresco exterior com ar recirculado mais quente vindo do interior com o fim de colocar o ar de insuflação a uma temperatura adequada. É então usado um módulo de mistura, equipado com grelhas que controlam a razão da mistura entre o ar novo e o ar recirculado.
As unidades de tratamento de ar novo nunca são equipadas com um módulo de mistura, uma vez que apenas utilizam o ar novo.

### Dispositivo de recuperação de calor
Uma UTA pode ser equipada com dispositivos de recuperação de calor ou permutadores de calor de muitos tipos. Alguns tipos de recuperadores são:
- De fluxos cruzados: consiste numa série de camadas de placas metálicas ou de plástico, com caminhos de ar entrelaçados. O calor é transferido entre os fluxos de ar, de um lado de uma placa para o outro. As placas estão normalmente separadas por uma distância de 4 mm a 6 mm. Também pode ser usado para recuperar frio. A eficiência na recuperação de calor é de 70 %;
- Roda térmica: consiste numa matriz de metal finamente corrugado, em rotação lenta, operando em ambos os fluxos de ar de sentidos opostos. O calor é absorvido à medida que o ar de exaustão atravessa a matriz, durante a primeira semirrotação, e libertado para o ar de insuflação durante a segunda semirrotação, tudo isto num processo contínuo. Também pode ser utilizado para recuperação de frio. A eficiência na recuperação de calor pode ir até aos 85 %. Algumas rodas térmicas também estão equipadas com uma camisa higroscópica para secagem ou humidicação dos fluxos de ar, bem como para transferência de calor latente;
- Bomba de circulação ou run around coil: consistindo em duas serpentinas de permuta de calor - uma em cada sentido de fluxo - acopladas uma à outra, com uma bomba de circulação e usando água ou salmoura como meio de transferência de calor. Este dispositivo - apesar de não ser muito eficiente - permite uma recuperação de calor entre fluxos de ar remotos e frequentemente múltiplos. A sua eficiência na recuperação de calor é de 50 %;
- Tubulação de calor: opera em ambos os fluxos de ar opostos, usando um refrigerante confinado como meio de transferência de calor. A tubulação consiste numa série de tubos selados montados segundo uma configuração em serpentina, com palhetas para aumento da transferência de calor. O calor é absorvido num dos lados de cada tubo, pela evaporação do refrigerante e libertado no outro lado pela condensação do refrigerante. O refrigerante condensado flui por gravidade até ao primeiro lado do tubo, para se voltar a repetir o processo. A eficiência na recuperação de calor vai até aos 65 %.

### Controlos
É necessário um sistema de controlo de AVAC para regular todos os parâmetros do funcionamento de uma UTA, como o caudal de ar, a temperatura do ar de insuflação, a temperatura do ar misturado, a humidade e a qualidade do ar. Um sistema destes pode ser tão simples como um termostato de desligar/ligar ou tão complexo como um sistema informático de gestão técnica centralizada de um edifício.
Componentes comuns de um sistema de controlo de AVAC incluem sensores de temperatura, sensores de humidade, interruptores, atuadores, motores e controladores.

### Isoladores de vibrações
Os ventiladores de uma UTA podem produzir substanciais vibrações e ruídos, que se transmitem ao resto do edifício através das condutas. Para evitar isto, normalmente são incorporados isoladores de vibrações (juntas flexíveis) nas condutas imediatamente anteriores e posteriores à UTA, bem como na ligação entre o compartimento do ventilador e o resto da UTA. O material de tela de borracha destas juntas permite que a UTA vibre, sem uma transmissão significativa de vibração às condutas a ela ligadas.
O compartimento do ventilador pode ser isolado ainda mais, através da instalação de uma suspensão do tipo mola, que irá mitigar ainda mais a transferência de vibração através do pavimento.